# Фатница
Фатница (серб. Фатница / Fatnica) — село в общине Билеча Республики Сербской Боснии и Герцеговины. Население составляет 79 человек по переписи 2013 года. Находится в Фатницком полье.